# ستيفن ويزنر
ستيفن ويزنر (بالإنجليزية: Stephen Wiesner)‏ هو فيزيائي أمريكي، ولد في 1942.